# Bisaya
I bisaya costituiscono un'etnia filippina multilingue.
Risiedono maggiormente nell'arcipelago delle Visayas e il nord-est dell'isola di Mindanao, ma sono molti gli emigrati provenienti da queste zone e che abitano altre parti delle Filippine come ad esempio l'area metropolitana di Manila. I bisaya appartengono a diversi gruppi linguistici; i più rilevanti sono quelli cebuano, hiligaynon (noto anche come il ilongo) e il waray-waray. Generalmente tra bisaya appartenenti a gruppi linguistici differenti si comunica con il filippino o l'inglese. Si calcola che più del 40% dei filippini sia di discendenza bisaya.
I parlanti della lingua waray-waray formano la maggioranza nelle province filippine di Samar, Samar Settentrionale e Samar Orientale e sono in numero rilevante anche a Leyte e a Sorsogon. Ci sono quasi 3.702.000 filippini che parlano il waray-waray.
Tra i bisaya, coloro che parlano il waray-waray, che si ramifica in vari dialetti, sono culturalmente i più vicini alla popolazione bicolana. Questa somiglianza si mostra nei costumi, nelle tradizioni e nella lingua. La maggioranza dei parlanti il waray-waray sono cattolici.
I mezzi di sussistenza di questa popolazione sono agricoltura e pesca. Le isole di Samar e Leyte, sono tra le zone meno sviluppate nelle Filippine. Anche per questo motivo molte famiglie preferiscono mandare i propri figli in città come Manila, ad esempio, per lavorare come domestici, stante una situazione spesso al di sotto della soglia della povertà.
Delle popolazioni che parlano il waray-waray è famosa la danza di corteggiamento tradizionale, il balitaw o il kuratsa, che mette in evidenza versi in rima e danza.
Un aspetto della cultura della regione di coloro che parlano waray-waray e per il quale sono largamente conosciuti è la convivenza delle fedi religiose. Nell'isola di Samar, in particolare nella provincia di Samar Orientale, accanto al cattolicesimo convive ed è ancora molto forte la tradizione animista.